# Julian Staniewski
Julian Staniewski (ur. 6 grudnia 1932 w Rabce, zm. 17 lipca 2020 tamże) – polski poeta, prozaik, przewodnik beskidzki, członek Klubu Literackiego „TRAWERS”, odznaczony medalem „Zasłużony dla Kultury Polskiej”.

## Życiorys
Julian Staniewski urodził się 6 grudnia 1932 roku w Rabce. W rodzinnej miejscowości spędził prawie całe życie. Tu ukończył szkołę podstawową oraz zdobył fach cholewkarza. Przez sześć kolejnych lat mieszkał i pracował w Krakowie, ale miłość do rodzinnych stron sprawiła, że Staniewski zdecydował na stałe osiąść w Rabce. Wkrótce podjął pracę w warsztacie kamasznikarskim, ożenił się i doczekał trójki dzieci. Stopniowo też zaczęła narastać w nim potrzeba twórczej ekspresji, która najpełniejszy wyraz znajdowała w poezji.
Pasja do literatury rozwijała się równolegle z odkrywaniem piękna okolicznych gór. Rabka, położona w otoczeniu rozlicznych pasm górskich stanowiła doskonały pretekst i inspirację do odbywania niezliczonych wędrówek. Początkowo Staniewski przemierzał szlaki razem z rodziną. Każdą wolną chwilę spędzał wspólnie z żoną i dziećmi w górach, zdobywając kolejne szczyty.  Dzięki rodzinnemu wędrowaniu odkrył nową pasję, która wkrótce stała się jego sposobem na życie. Staniewski zaczął zgłębiać tajniki turystyki, poznawać topografię Beskidów, Tatr i Gorców. Zdobył cztery Górskie Odznaki Turystyczne: popularną, małą brązową, małą srebrną oraz małą złotą, a w 1978 r. uzyskał uprawnienia przewodnika turystycznego PTTK (terenowego i górskiego-beskidzkiego). Kilka lat później został uhonorowany brązową odznaką „Zasłużony działacz turystyki” przez Główny Komitet Turystyki w Warszawie, a w 1995 r. Komisja Turystyki Górskiej mianowała go przodownikiem turystyki górskiej. Odtąd nie tylko pracował w warsztacie kamasznikarskim, ale też prowadził wycieczki szkolne, czy też grupy sanatoryjne. Gdy w 1997 roku przeszedł na emeryturę, w pełni poświęcił się pracy przewodnika. W  latach 2010 i 2011 brał udział w projekcie „Odkryj Beskid Wyspowy”. W 2010 r. jego postawa i stuprocentowa obecność na tych górskich spotkaniach została nagrodzona dyplomem najstarszego uczestnika – propagatora piękna Beskidów.  Wielokrotnie był zapraszany na różnego rodzaju spotkania, ogniska i imprezy organizowane przez rabczańskie domy wczasowe i  sanatoria w roli gawędziarza. W 2011 r. jego wypowiedzi dotyczące kapliczki znajdującej się przy Morskim Oku zostały wykorzystane w filmie dokumentalnym „Matka od powrotów”  w reż. Michała Bernardyna.
Początkiem jego drogi literackiej stał się wyróżniony w 1983 roku na I Turnieju Jednego Wiersza w Nowym Sączu utwór: „Sposób na życie”. Później światło dzienne ujrzały również niektóre liryki, publikowane w „Podhalance”, „Dunajcu”, „Gazecie Krakowskiej”, „Dzienniku Polskim”, a jego twórczość odbiła się szerokim echem w świecie literackim. Julian Staniewski zdobywał wiele nagród i wyróżnień. Poeta popularyzował i propagował rodzimą twórczość oraz region.  Był współzałożycielem Oddziału Klubu Literackiego „TraWers”. Corocznie angażował się również w organizację rabczańskiego Konkursu Recytatorskiego im. Antoniny Zachary Wnękowej, a w 2010 roku objął nad nim patronat. Wtedy też jego działania zostały uhonorowane dyplomem, będącym wyrazem wdzięczności za życzliwe wsparcie działań promujących twórczość poetki.
Julian Staniewski wydał 9 zbiorów poetyckich i 2 cykle opowiadań. Pisał zarówno w gwarze, jak i  w języku literackim. Jego dorobek artystyczny na stałe wpisał się w tradycję oraz kulturę regionu. Utwory poety były wydawane w książkach, almanachach poetyckich, przewodnikach. Nazwisko Staniewski pojawia się również w IV tomie „Mini-słownika biograficznego polskich współczesnych poetów religijnych”, wydanym w Tarnowskich Górach.

## Nagrody i odznaczenia
- I Turniej Jednego Wiersza w Nowym Sączu  (1983) wyróżnienie za wiersz „Sposób na życie”
- „Orkanowskie Gorce” (1986)
- konkurs poetycki „Serduszkowy wiersz” (2001, 2004)
- „Harfa Gorców” (2002, 2004)
- Ogólnopolski Konkurs Poezji Religijnej im. ks. prof. J. Tischnera w Ludźmierzu
  - III miejsce w kategorii gwarowej (2006)
  - I miejsce w kategorii gwarowej (2009)
  - II miejsce w kategorii literackiej (2011)
  - II miejsce w kategorii gwarowej (2018)
- Ogólnopolski Konkurs im. T. Staicha w Zakopanem: III miejsce (2006), III miejsce (2009), II miejsce (2010)
- Ogólnopolski Konkurs im. ks. Jamroza „O autentyczną wiarę” w Mszanie Dolnej (2009)
- II Małopolski Konkurs Literacki „Ludzie znają mnie tylko z jednej, jesiennej strony” (wyróżnienie za pracę „Sposób na życie”, 2006)
- IX Ogólnopolski Konkurs Poetycki „O Wawrzyn Sądecczyzny” (wyróżnienie, 2013)
- I Międzynarodowy Konkurs Jednego Wiersza o Puchar Wydawnictwa św. Macieja Apostoła (wyróżnienie, 2010)
- nominowany do tytułu Senior Roku 2010 w V Małopolskim Plebiscycie „Poza Stereotypem”
- medal „Zasłużony dla Kultury Polskiej” przyznany przez Ministra Kultury i Dziedzictwa Narodowego

## Publikacje

### Zbiory poetyckie
- „To dusza moja śpiewa” (1997)
- „Kiedy góry sieją wiersze” (2009)
- „Świecie mój” (2010)
- „Widzenie Boga” (2010)
- „Z mojego okna” (2011)
- „Pod okapem słońca” (2012)
- „Bóg, góry i ja” (2015)
- „Jesteś” (2016)
- „Moje modlitwy niedokończone” (2017)

### Zbiory opowiadań
- „Biblijne sny” (2010)
- „Górskie opowieści” (2016)

### Inne
- „Sens przydrożnej kapliczki. Pokłosie I Międzynarodowego Konkursu Jednego Wiersza o Puchar Wydawnictwa św. Macieja Apostoła” (2010); wiersz „Chcę być”
- Almanach Literacki „In Memoriam” (2010); wiersze: „Nad grobem”,  „Umieranie”, „Tak bardzo boli”, „Przemijanie”, „Miłość nie umiera”
- Almanach Poezji Religijnej „A duch wieje kędy chce” (2011)
- przewodnik „Gorce” (2004); wiersze „Gorcowy potok”, „Kudłoński Baca”
- Antologia Regionu Podtatrza „Góralskie serce w zielonym listku pieśni” (2006); wiersze „Stokrotecka”, „Kościół św. Krzyża na Piątkowej”, „Pamięci Bronisława Czecha”
- „Na pokrzepe tobie. Antologia” (2013); wiersze: „Gdy zechcesz”, „Wędrówka”, „Zielona oaza”, „Nie zdążył”, „Smutny dzień”
- praca licencjacka Katarzyny Front pt. „Filozofia życia Juliana Staniewskiego”, napisanej w Katedrze Języka Polskiego PPWSZ pod kierunkiem dr. Wojciecha Kudyby
- praca magisterska Joanny Stępień „Mechanizm przekształcania tekstu mówionego w tekst zapisany (na materiale nagranych wypowiedzi Juliana Staniewskiego, poety i przewodnika po górach), napisana w Katedrze Współczesnego Języka Polskiego UJ pod kierunkiem prof. dr hab. Janiny Labochy (2012)